# Marco Camus
Marco Camus Muñoz (Santander, Cantabria, 16 de noviembre de 2001) es un futbolista español que juega de extremo izquierdo en el Valencia C.F. Mestalla de la Segunda División RFEF.

## Trayectoria
Camus firmó su primer contrato profesional en julio de 2019, con el Racing de Santander, debutando con el filial, el Rayo Cantabria, en enero de 2020, en un partido de la Tercera División frente al Solares-Medio Cudeyo.
El 1 de julio de 2020 hizo su debut como profesional con el primer equipo del Racing, en un partido de la Segunda División de España frente al Extremadura U. D.
El 21 de septiembre de 2020 se convirtió en jugador del primer equipo del Racing, después del descenso del conjunto cántabro a Segunda División B.
El 31 de enero de 2023, firma por el Córdoba C.F. de la Primera División RFEF, cedido por el Racing de Santander hasta el final de la temporada.

## Clubes
| Club                   | País   | Año       |
| ---------------------- | ------ | --------- |
| Rayo Cantabria         | España | 2020      |
| Racing de Santander    | España | 2020-2023 |
| Córdoba C.F. (cedido)  | España | 2023      |
| Racing de Santander    | España | 2023      |
| Valencia C.F. Mestalla | España | 2023-Act. |
| Valencia C.F.          | España | 2023-Act. |